# Pétoncle léopard
Annachlamys flabellata
Espèce
Synonymes
Selon WoRMS :
- Annachlamys melica Iredale, 1939
- Pecten flabellata Lamarck, 1819
- Pecten leopardus Reeve, 1853

Le pétoncle léopard (Annachlamys flabellata) est un mollusque de la famille des pectinidés. On le trouve dans les zones côtières du plateau continental du nord de l'Australie.